# 峦大紫珠
巒大紫珠（學名：Callicarpa randaiensis）又名大葉紫珠，是马鞭草科紫珠属的植物，为台灣特有植物。分布在台湾海拔1,165米至2,600米的地区，一般生于山顶灌丛及森林中。